# 周昂 (东汉)
周昂（？—？），會稽人，东汉末期人物。丹陽太守周昕之弟，豫州刺史周喁之兄。在關東諸侯互相敢伐兼併期間，被袁紹任命為九江太守，並與孫堅爭奪豫州。

## 生平
初平元年（190年），關東諸侯討伐董卓，以袁紹為盟主。當時丹陽太守周昕為曹操供應兵員，前後共萬多人。周喁為曹操軍師，在曹操興義兵時，招募二千兵跟隨曹操。
後來關東諸侯互相征伐兼併，袁紹與劉表、曹操結盟，袁術與公孫瓚、孫堅結盟。袁術表奏孫堅為破虜將軍，領豫州刺史。袁紹乘孫堅攻董卓未歸，任命周昂為九江太守、周喁為豫州刺史，爭奪豫州。
袁術大怒，派遣公孫越與孫堅攻周昂，沒能攻克，公孫越中流箭死亡。袁術再派遣孫賁攻周昂，周喁前往增援，孫賁攻破周昂於陰陵，袁術表孫賁為豫州刺史。

## 延伸阅读
[在维基数据编辑]